# Б
Б (Б б б italics: Б б б) là một mẫu tự trong bảng mẫu tự Kirin. Mẫu tự Б thường thể hiện âm tắc môi-môi hữu thanh /b/, tương tự âm ⟨b⟩ của chữ cái "b" trong tiếng Anh. Không nên nhầm lẫn mẫu tự này với chữ В, có tự dạng giống chữ B la tinh nhưng thể hiện âm xát môi-răng hữu thanh /v/.
Mẫu tự Б được chuyển tự la tinh thành chữ cái B.